# Kernkraftwerk Großwelzheim
Das Versuchskernkraftwerk Großwelzheim, auch bekannt als Heißdampfreaktor Großwelzheim (HDR) mit einer elektrischen Leistung von 25 Megawatt befand sich in der Nähe von Großwelzheim, einem Ortsteil der Gemeinde Karlstein am Main.
Der Prototyp-Siedewasserreaktor, der überhitzten Dampf erzeugen sollte, wurde in den Jahren 1965 bis 1969 erbaut. Die Brennelemente wiesen jedoch konstruktive Mängel auf, so dass sie einen Betrieb bei voller Leistung nicht erlaubt hätten. Deshalb wurde der Reaktor, der am 14. Oktober 1969 in Betrieb gegangen war, bereits eineinhalb Jahre später, am 20. April 1971, wieder abgeschaltet.
Nach der Stilllegung im Jahre 1983 diente die Anlage für Tests zur Reaktorsicherheit. Der Rückbau wurde 1998 abgeschlossen.
Auf dem Kraftwerksgelände befand sich auch das Kernkraftwerk Kahl, das erste deutsche Kernkraftwerk, das 1985 stillgelegt und von 1988 bis 2008 zurückgebaut wurde. Damit ist dies der erste deutsche Standort, an dem zwei Reaktorblöcke zurückgebaut wurden.
Bei der Bildung der Gemeinde Karlstein am Main aus den bis dahin selbständigen Orten Dettingen am Main und Großwelzheim im Jahr 1975 wurde wegen der Kernkraftwerksblöcke das Atomsymbol in das neu geschaffene und bis heute gültige Gemeindewappen aufgenommen, obwohl bereits zu diesem Zeitpunkt der HDR nicht mehr in Betrieb war.

Wappen von Karlstein am Main

## Daten der Reaktorblöcke
Das Kernkraftwerk Großwelzheim hatte einen Kraftwerksblock:
| Reaktorblock     | Reaktortyp                          | Nettoleistung | Bruttoleistung | Baubeginn    | Netzsynchronisation | Kommerzieller Betrieb | Abschaltung   |
| ---------------- | ----------------------------------- | ------------- | -------------- | ------------ | ------------------- | --------------------- | ------------- |
| HDR Großwelzheim | Heißdampfreaktor-Siedewasserreaktor | 23 MW         | 25 MW          | 1. Jan. 1965 | 14. Okt. 1969       | 2. Aug. 1970          | 20. Apr. 1971 |